# Jack Link's
Pour les articles homonymes, voir Link.
Jack Link's Beef Jerky, ou simplement Jack Link's, est une entreprise américaine de snacks connue pour son éponyme marque de jerky de bœuf fondée en 1986 par John 'Jack' Link. Elle est connue pour ses publicités « jouer avec le Sasquatch ».

## Histoire

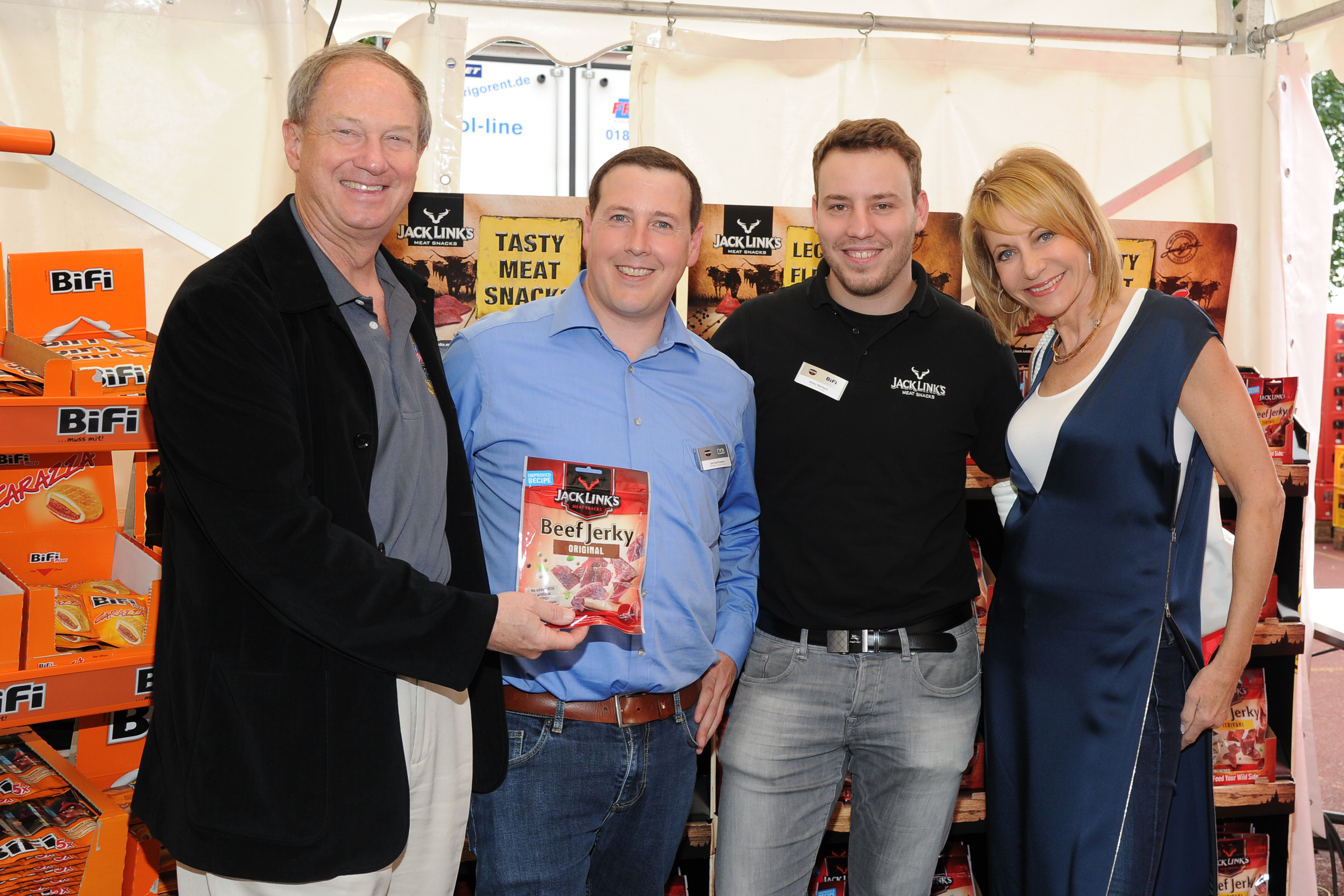
Vendeurs de Jack Link's.

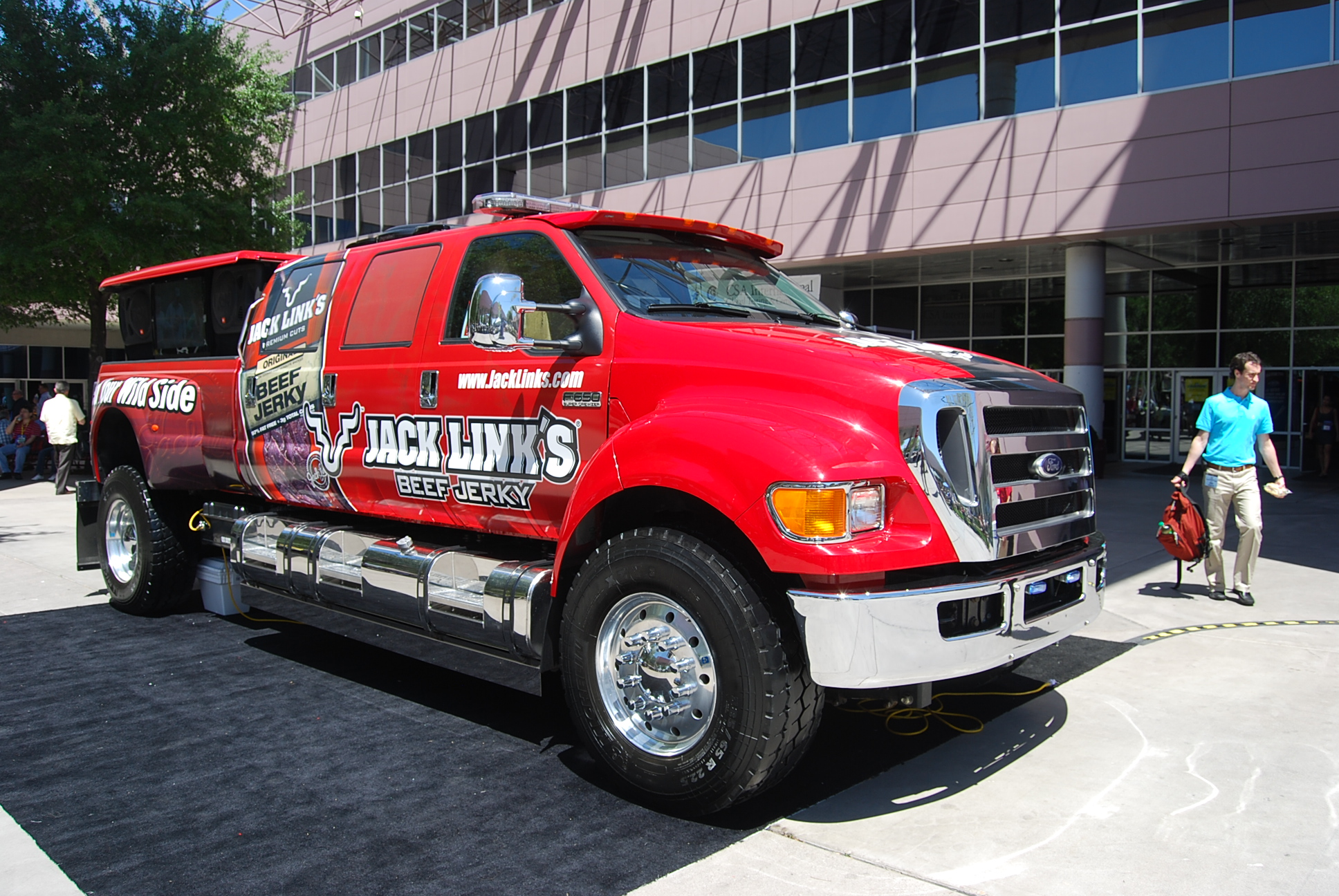
Ford décorée à l'effigie de Jack Link's.

Jack Link fonde l'entreprise en 1986 après avoir eu une idée pendant une partie de chasse en famille. Il utilise le vieux livre de recettes de son grand-père pour créer son jerky, qu'il commercialise dans la même année.
Le 1er avril 2014, Jack Link's achète la division de snacks de viande d'Unilever pour étendre son marché en Europe. L'acquisition comprenait les marques BiFi, vendue à travers l'Europe, et Peperami, commercialisée en Irlande et au Royaume-Uni. Jack Link's devient alors propriétaire de l'usine de production d'Unilever à Ansbach, en Allemagne. En 2019, Jack Link's se porte acquéreur de la marque de jerky Golden Island, de Tyson Foods Inc.
Outre leur usine à Minong, où se situe leur siège social, Jack Link's a plusieurs autres centres de production aux États-Unis, à New Glarus, au Wisconsin, à Alpena, au Dakota du Sud, à Mankato, au Minnesota, à Laurens et à Underwood, en Iowa, et Bellevue, au Nebraska.
Ils produisent aussi du bacon jerky, fait à partir de porc.

## Publicité
En 2013, l'entreprise signe un partenariat avec les Mariners de Seattle. La même année, la marque a effectué des publicités dans la saison 1 de The Awesomes sur Hulu. En avril 2015, Jack Link's change son logo pour mieux représenter son slogan. Le nouveau logo avait été dessiné par Davis Design de Mississauga, en Ontario.
En mai 2015, la compagnie ajoute cinq nouvelles publicités à sa série comédique « jouer avec le Sasquatch ». En 2017, la série de publicités est modifiée pour ajouter le joueur de la NBA Karl-Anthony Towns. La compagnie tente aussi d'attirer plus de clients en recrutant la nutritionniste Christina Meyer-Jax pour expliquer ce que contiennent ses produits. Depuis septembre 2017, Jack Link's vend des vêtements sur son site web.